# Білоусов Григорій Євгенович
Григорій Євгенович Білоусов (варіант по батькові Євменович ) (1876 — 1916) — депутат-робітник Державної думи II скликання від Катеринославської губернії, член РСДРП.

## Біографія
Народився 1876 року в містечку Хотимськ Могилівської губернії. 
Навчався у народній школі. З 14 років працював на заводах, переважно скляних, у Царстві Польському, по Західному краї, Сибіру та на Донбасі.
У Сибіру брав участь у сходках робітників. Учасник революційного руху. Пізніше став активним діячем соціал-демократичного руху в Донецькому басейні, член РСДРП (меншовиків). Брав участь в організації профспілкового руху на Донбасі.
Під час Революції 1905-1907 років сортувальник пляшкового заводу за ст. Костянтинівка, голова профспілки робітників скляного заводу, член місцевого комітету РСДРП. Зазнавав адміністративних переслідувань. На партконференції Костянтинівсько-Горлівського району у березні 1906 року обраний делегатом на 4 (Стокгольмський) з'їзд РСДРП, проте у квітні був заарештований і на з'їзд не потрапив. Делегат 5 (Лондонського з'їзду РСДРП (1907) від с-д фракції Держдуми. У грудні 1906 року, у зв'язку із загрозою нового арешту, змушений був переховуватися.
6 лютого 1907 року робітника Сантуринівського заводу в Костянтинівці було обрано депутатом Державної думи II скликання по робітничій курії від загального складу виборщиків Катеринославських губернських виборчих зборів. Входив до соціал-демократичної фракції. У Думі не грав особливо помітної ролі, член Комісії з допомоги безробітним.
У ході її розгону в ніч на 3 червня 1907 був заарештований у Петербурзі. Особливою присутністю Урядового Сенату 1 грудня 1907 засуджений до 4 років каторги та наступним зачланням на поселення. Утримувався в Олександрівській центральній каторжній в'язниці (Іркутська губернія), де закінчив свій термін. У 1911 році поселений в Каращанську волость Кіренського повіту Іркутської губернії. Пізніше був переведений у Більську волость Балаганського повіту, але через хворобу йому було дозволено тимчасове проживання в селі Усолля, де був лікувальний курорт .
Наприкінці 1911 року разом із дружиною емігрував до Європи, навесні 1912 року у США, де брав участь у агітаційної кампанії перегляд справи Соціал-демократичної фракції ІІ Державної Думи. Довгий час був безробітним, потім служив швейцаром при лікарні в місті Міннеаполіс, де і його дружина отримала роботу доглядальницею. Під час Першої світової війни приєднався до оборонців, підписав звернення «До свідомого трудящого населення Росії». Співпрацював у газеті «Призыв» (Париж) і в оборонному журналі «Свободное слово»(«Вільне слово»), що видавався. Л. Дейчем у Нью-Йорку. 
Помер від раку 18 грудня 1916 року в Міннеаполісі, США .

## Пам'ять
У 1917 році урну з прахом Білоусова перевезли зі США до Костянтинівки, де вона деякий час зберігалася в міському музеї; за іншими даними прах Білоусова був похований його дружиною в Катеринославі.
Його іменем названо вулицю у Костянтинівці.